# Tonarigumi

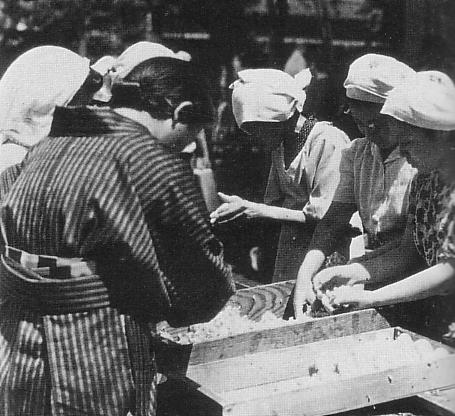
Armenspeisung durch Tonarigumi-Hausfrauen

Die Tonarigumi (jap. 隣組, dt. „Nachbarschaftsvereinigung“) war die kleinste Einheit der nationalen Mobilisierung des Kaiserreichs Japan im Zweiten Weltkrieg. Es war in Einheiten zu je 10–15 Haushalten zur Feuerbekämpfung, Zivilverteidigung und Inneren Sicherheit organisiert.

## Geschichte und Entwicklung
Gegenseitige Nachbarschaftshilfe existierte in Japan schon vor der Edo-Zeit. Sie wurde am 11. September 1940 durch einen Erlass des Innenministeriums unter dem Kabinett von Premierminister Konoe Fumimaro offiziell gemacht. Die Teilnahme war verpflichtend. Jede Einheit war in ihrem Gebiet zuständig für die Zuteilung von Lebensmittelrationen, Verteilen von Staatsanleihen, Feuerbekämpfung, öffentliche Gesundheit und Zivilverteidigung. Jede Einheit war darüber hinaus verpflichtet, die Bewegung der nationalen geistigen Mobilisierung (Kokumin Seishin Sōdōin Undō) durch Verbreitung von Regierungspropaganda und der Organisation von und Teilnahme an patriotischen Kundgebungen, zu unterstützen.
Die Regierung sah in der Tonarigumi außerdem ein Mittel zur Aufrechterhaltung der öffentlichen Ordnung. Ein Netzwerk von Informanten wurde eingerichtet, welches quasi jede Einheit mit dem Tokkō verband und dazu diente, Gesetzesübertretungen und verdächtiges politisches Verhalten zu registrieren.
Tonarigumi wurden auch in von Japan besetzten Gebieten wie Mandschukuo, Mengjiang und der Reorganisierten Republik China und später in weiteren besetzten Gebieten Südostasiens gegründet.
Später im Pazifikkrieg wurden die Mitglieder der Tonarigumi teilweise einer militärischen Grundausbildung unterzogen und dienten als Flug- und Küstenbeobachter, um einfliegende Feindflugzeuge und verdächtige Schiffe und Boote in Küstennähe zu melden. In der Endphase des Krieges wurde geplant, die Tonarigumi als zusätzliche Miliz im Falle einer feindlichen Invasion einzusetzen. Einige Tonarigumi nahmen an Kämpfen in Mandschukuo, Chōsen und Karafuto teil.
Formell wurde das Tonarigumi-System 1947 von der amerikanischen Besatzungsbehörde aufgelöst, überlebte aber teilweise bis heute in Form der Chōnaikai oder Jichikai. Diese sind unabhängige Freiwilligenvereinigungen, die jedoch einen quasi-behördlichen Status mit begrenzten administrativen und organisatorischen Rechten auf kommunaler Ebene haben, wie beispielsweise dem Organisieren von Nachbarschaftswachen und Katastrophenhilfe.